# Теребешть (комуна)
Теребешть, Теребешті (рум. Terebești) — комуна у повіті Сату-Маре в Румунії. До складу комуни входять такі села (дані про населення за 2002 рік):
- Аліза (39 осіб)
- Джелу (436 осіб)
- Пішкарі (466 осіб)
- Теребешть (637 осіб) — адміністративний центр комуни

Комуна розташована на відстані 444 км на північний захід від Бухареста, 17 км на південний захід від Сату-Маре, 120 км на північний захід від Клуж-Напоки.

## Населення
За даними перепису населення 2002 року у комуні проживали 1578 осіб.
Національний склад населення комуни:
| Національність | Кількість осіб | Відсоток |
| -------------- | -------------- | -------- |
| румуни         | 1061           | 67,2%    |
| цигани         | 376            | 23,8%    |
| угорці         | 101            | 6,4%     |
| німці          | 36             | 2,3%     |
| українці       | 4              | 0,3%     |

Рідною мовою назвали:
| Мова      | Кількість осіб | Відсоток |
| --------- | -------------- | -------- |
| румунська | 1239           | 78,5%    |
| циганська | 193            | 12,2%    |
| угорська  | 143            | 9,1%     |
| російська | 2              | 0,1%     |
| німецька  | 1              | 0,1%     |

Склад населення комуни за віросповіданням:
| Релігія        | Кількість осіб | Відсоток |
| -------------- | -------------- | -------- |
| православні    | 1255           | 79,5%    |
| римо-католики  | 135            | 8,6%     |
| п'ятдесятники  | 120            | 7,6%     |
| греко-католики | 41             | 2,6%     |
| реформати      | 21             | 1,3%     |
| баптисти       | 1              | 0,1%     |